# 7094 Godaisan
7094 Godaisan este un asteroid din centura principală, descoperit pe 4 septembrie 1992, de Tsutomu Seki.